# 時間の矢
| なぜ空間と違って時間は一方向にしか進まないのか？なぜ過去は低いエントロピーであった宇宙は、過去と未来が区別できるようになり、熱力学第二法則を持つに至ったのか？ |

時間の矢（じかんのや、英語: Arrow of Time, Time's Arrow）は、1927年に英国の天文学者アーサー・エディントンが提唱した概念であり、時間の 「一方向性」または「非対称性」を表す言葉であり、物理学の未解決問題の一つである。
エディントンによると、この「方向」は原子・分子や物体の構成を研究することによって決定できる可能性があり、あるいは宇宙全体の相対的な４次元マップ（"紙をぎっしり積み上げたブロック"とも例えられる）の概念に影響を及ぼす可能性もある。
時間の矢のパラドックスは、最初に1800年代に気体（および他の物質）の研究において、微視的レベルでの物理的過程と巨視的な物質挙動の記述との間の矛盾として認知され始めた。つまり、微視的レベルでの物理的過程は、完全に、あるいはほとんどが時間対称であると考えられている。時間の方向が逆転したとしても、それらを記述する理論的記述は真のままであろう。しかし、巨視的なレベルでは、そうでないように見えることが多い。すなわち、明確な時間の方向（あるいは流れ）が存在する。
（以下は2024/4/13 11:32時点で翻訳元の英語版には含まれないように思われる記述。わかりやすい記載なので残した。）
微視的空間は前後左右上下とどの方向についても対称的に移動できるのに、時間は過去から未来にむけての一方向にしか（非対称的にしか）進行することがない。これを、一度放ってしまえば戻ってくることはない矢で例えたものである。時間の矢はなぜ存在するのか、つまり、なぜ時間は過去の方向には進まないのかは、物理学の未解決問題の一つである。

## エディントンによる説明
1928年の著書 The Nature of the Physical World(物的世界の本質)の中で、エディントンはこの概念をわかりやすくするために、以下のように説明している。
任意に矢を描いてみよう。我々が矢印の方向に従うにつれて、世界の状態に乱雑な要素がますます見つかるようであれば、矢印は未来を指している。乱雑な要素が減っていくならば、矢印は過去に向いている。これが物理学で知られている唯一の区別である。乱雑性の導入が取り消せない唯一の事実であるという根本的な主張が認められれば、このことは直ちに導かれる。私は「時間の矢」という言葉を使って、空間には類似点のない時間の一方向の性質を表現することにする。
エディントンはこの矢印について注意すべき3つの点を挙げている。
1. それは、意識によって鮮明に認識される。
2. それは、矢印の逆転が外界を無意味にしてくれるということを我々に教えてくれる、我々の推論能力によって同様に主張されている。
3. それは、物理学では多数の個体の組織化に関する研究以外には登場しない。

エディントンによれば、矢印は乱雑な要素の漸進的な増加の方向を示す。熱力学の性質についての長い議論の後、彼は、物理学に関する限り、時間の矢印はエントロピーのみの性質であると結論づけている。